# Senda marítima Juan de Fuca

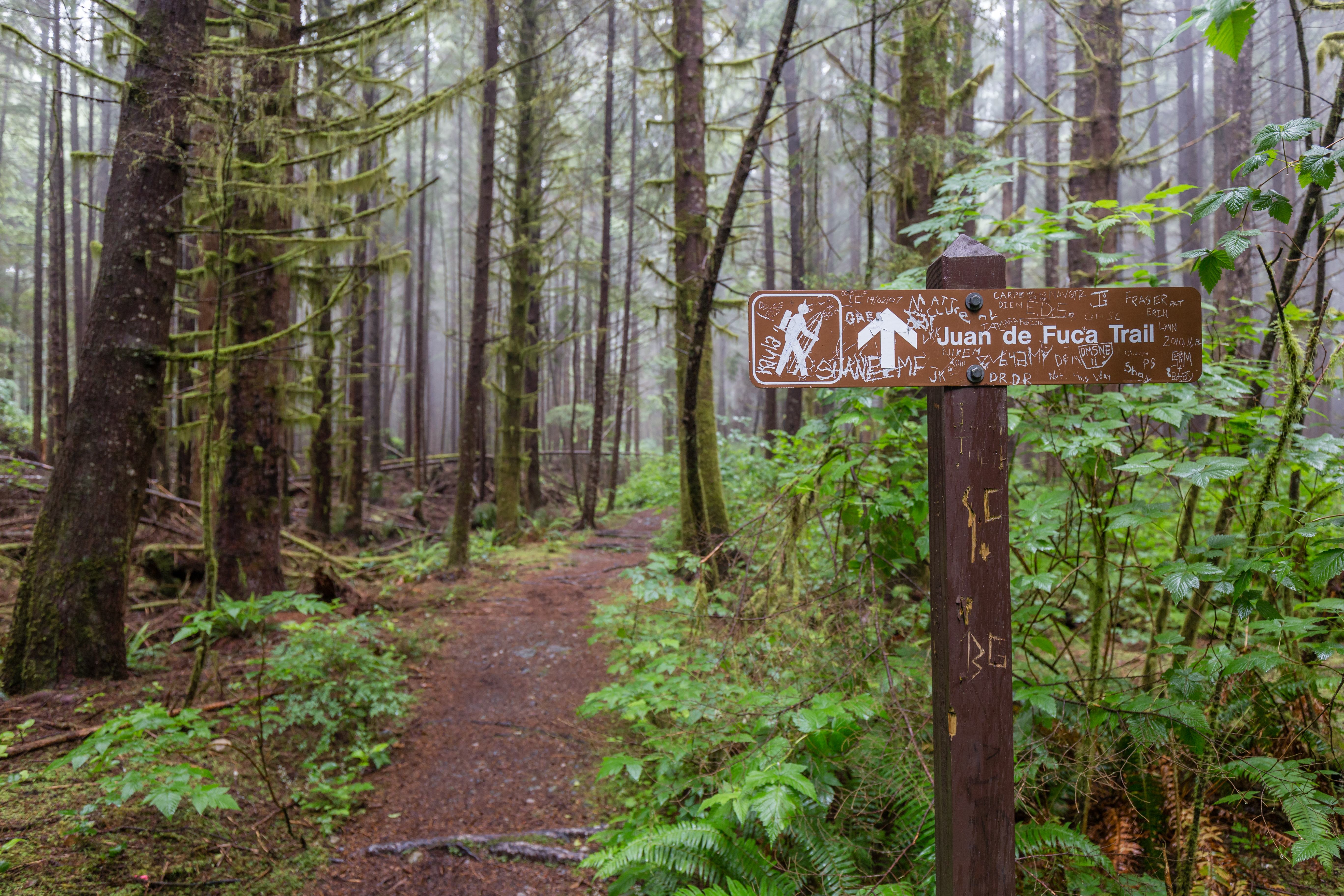
Carteles indicadores sobre la senda Juan de Fuca cerca de playa Sombrio.

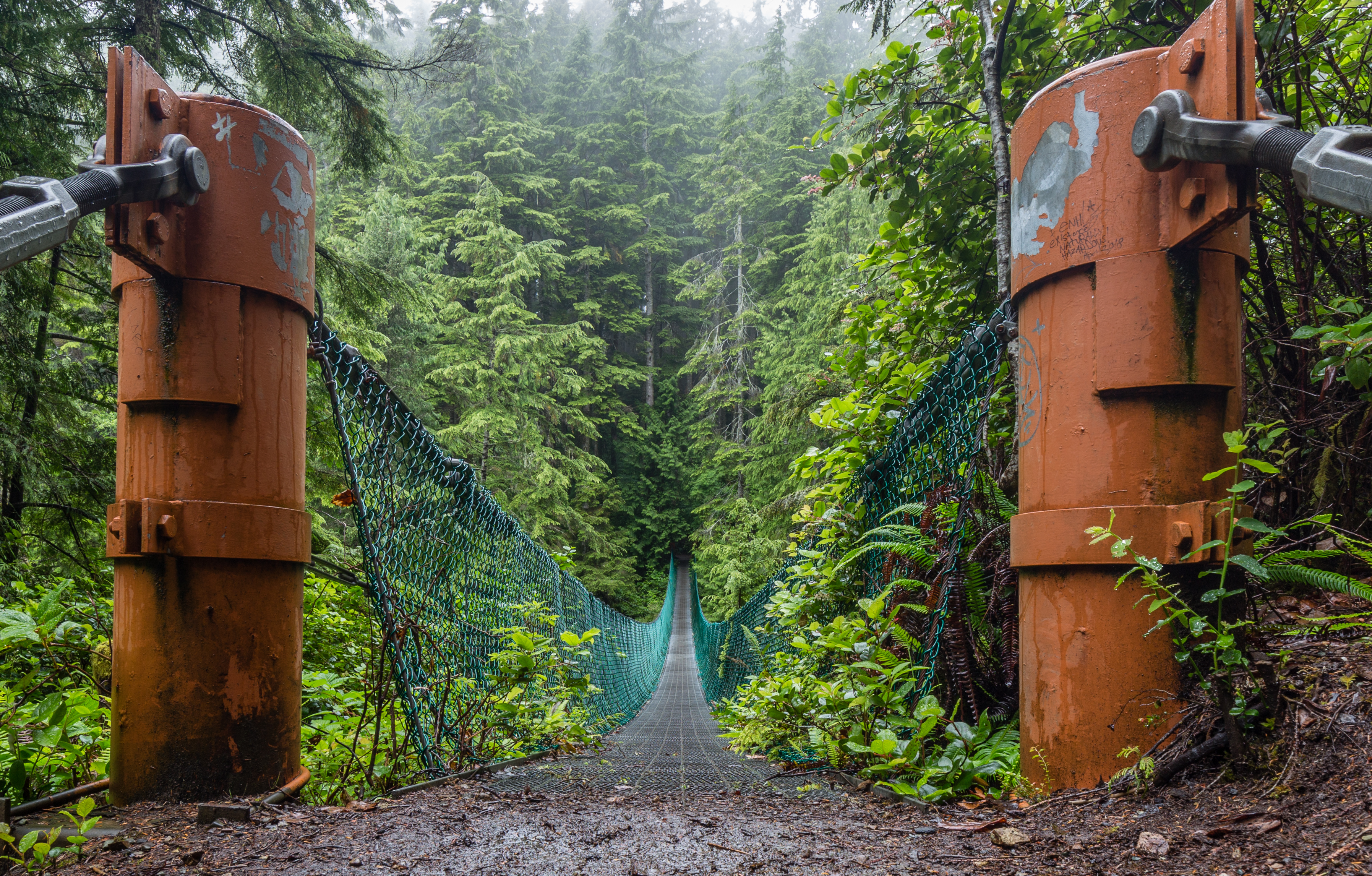
Puente colgante en Loss Creek en la senda.

La senda marítima Juan de Fuca es un sendero salvaje para caminantes de 47 km de largo, ubicado en el Parque provincial Juan de Fuca a lo largo de la costa suroeste de la isla de Vancouver en el Océano Pacífico en Canadá.  La senda conecta playa China, 35 km al oeste de Sooke, con playa Botanical, en las afueras de Puerto Renfrew.
Desde la senda de bosque húmedo en diversos sitios se tienen vistas panorámicas de la costa, el estrecho de Juan de Fuca y los montes Olímpicos. A veces se puede divisar ballenas, leones de mar, águilas calvas, herons u otras formas de fauna. Es una senda muy pintoresca de dificultad moderada. 
La senda se puede recorrer en parte, durante un día de caminata, o se puede recorrer con mochila en un recorrido que toma de 4 a 6 días. A diferencia de la West Coast Trail que se extiende por 75 km, la senda Juan de Fuca no requiere hacer reserva; pero hay que abonar un arancel de derecho de acampe de $10 por persona/por noche.

## Creación
La senda marítima Juan de Fuca fue creada por Parks Canada, originalmente pensando formara parte de la senda Trans Canada. La tarea fue realizada por el Island Green Forestry. Se le cedió el control a BC parks. En 2001 cuando el gobierno liberal de BC fue elegido ellos dijeron que la senda había sido creada en honor de los Commonwealth games del 2004.

## Amenaza a la senda
En enero del 2007, el gobierno provincial liberal de British Columbia (BC) quitó 500 hectáreas de tierra de las licencias de forestación (TFLs) en la costa suroeste de la isla de Vancouver para permitir que Western Forest Products (WFP) pudiera vender la tierra para desarrollo residencial. A pesar del informe posterior del auditor general de la provincia condenando la decisión por haber sido tomada "sin suficiente consideración por los intereses del público," el gobierno siguió adelante con sus planes.
A causa de los cambios de TFL, el empresario de Vancouver Ender Ilkay compró 236 ha de tierra de WFP y posteriormente propuso crear un complejo de 257 cabañas bordeando 12 km de la senda Juan de Fuca.  El proyecto enfrentó una amplia oposición por parte de ciudadanos, grupos de la comunidad, ambientalistas, y First Nations.
En septiembre de 2011, el Capital Regional District (CRD) votó denegar la solicitud del desarrollador de rezonificación, con lo cual el proyecto quedó bloqueado.